# Marienbad (Band)
Marienbad ist ein Dark-Metal-Projekt von Michael Roth (Eisregen), das er mit Musikern von unter anderem The Vision Bleak und Hämatom realisiert hat.

## Geschichte
Auf die Idee zu Marienbad kam Roth nach eigenen Angaben, weil seine Großmutter ihm früher oft Erzählungen, Sagen und Legenden aus dem angeblich in der Nähe von Stein-Schönau gelegenen Ort Marienbad erzählt hätte. Der Ort würde heute nicht mehr existieren. Da dieses Konzept nicht zu seiner Hauptband Eisregen passte, entschied sich Roth, die Band Marienbad zu gründen. Eine Veröffentlichung unter diesem Namen kündigte er unter anderem im Fleischhaus-Forum (dem offiziellen Eisregen-Forum) und in diversen Interviews an. Als Besetzung rekrutierte er Yantit (Eisregen), sowie Allen B. Konstanz (The Vision Bleak, Ewigheim) und West (Hämatom). Mit allen vier hatte er schon beim Projekt Panzerkreutz zusammengearbeitet. Das Debütalbum erschien am 27. März 2011 über Massacre Records. Das Album ist in mehreren Versionen erhältlich: als normale CD, in einem DIN-A5-Digipak und als englische Version (Opus 1 – Nightfall). Als Internet-Single wurde Flammnacht ausgekoppelt.
Danach kam es zu keinen weiteren Veröffentlichungen mehr, die Gruppe wurde allerdings nicht aufgelöst. In einem Interview im Januar 2023 antworte Roth auf die Frage, was der Stand bei Marienbad sei, dass derzeit hierbei nichts geplant sei.

## Konzept und Musikstil
Das erste Album Werk 1 – Nachtfall erzählt die Geschichte des fiktiven Ortes Marienbad, die Roth nach eigenen Angaben von seiner Großmutter erzählt bekommen habe. Der Ort wäre angeblich geflutet worden und musste einem Stausee weichen. Jedoch hätten zwölf Bewohner des Dorfes den Umzug verweigert und hätten in den Fluten den Tod gefunden. Tatsächlich gab Roth später an, dass er die Ortsnamen abgeändert habe und verwies auf den Film Beneath Still Waters, der ebenfalls auf den Legenden beruhen würde.
Den Stil des Albums bezeichnete Roth selbst als Epic Dark Metal. Im Unterschied zu seiner Hauptband verwendet Roth Klargesang. Stilistisch der Tradition der Neuen Deutschen Härte steht das „Rollende R“.

## Rezeption
Das erste Album wurde widersprüchlich aufgenommen. Während die Rezensionen im Internet größtenteils positiv besetzt waren, landete das Album auf dem letzten Platz der Richterskala im Rock Hard.

## Diskografie
- 2011: Werk 1 – Nachtfall (Album, Massacre Records)
- 2011: Flammnacht (Internet-Single)